# Brian Cucco
Brian Federico Cucco (n. Rosario, Santa Fe, Argentina; 22 de enero de 1989) es un futbolista argentino. Juega como marcador central y su actual equipo es Los Andes de la liga deportiva del sur, en Alcorta, Santa Fe.l

## Biografía
Nacido en la ciudad de Rosario, vivió hasta los 15 años en la localidad de Alcorta, Santa Fe de la cual es oriundo y realizando las inferiores en el club local Los Andes en donde se destacó como defensor central.

## Trayectoria
En 2005 comenzó su carrera en Tiro Federal de Rosario en donde debutó en categoría Primera B Nacional en el año 2009. En el año 2010 viajó a Bolivia para unirse al equipo del Club Aurora con el cual clasificó a Copa Sudamericana. En 2011 pasó por Real Misano de Italia para luego radicarse en Argentina y unirse al equipo de Centro Juventud Antoniana de Salta.
En 2013 tuvo su glorioso paso por Temperley en donde logró el gran ascenso a Primera B Nacional. En esta temporada jugó 42 fechas como titular convirtiendo 2 goles.
En agosto de 2014 luego de su exitosa temporada en "El Cele", Cucco llegó a Primera División de la mano de Pablo Quatrocchi en Quilmes Atlético Club, debutando como titular el 11 de octubre de 2014 en el empate contra Belgrano de Córdoba.
Actualmente se encuentra en Club Atlético Chacarita Juniors
En el 2017 jugará en el equipo ecuatoriano Deportivo Cuenca, que disputará Copa Sudamericana. Esta sería su segunda salida a un equipo del extranjero.

### Deportivo Cuenca
Hasta el 28/05/2017 ha disputado un total de 14 partidos en lo que va del 2017, demostrando firmeza y buen juego aéreo.

## Clubes
| Club                        | País      | Año       | PJ | Goles |
| --------------------------- | --------- | --------- | -- | ----- |
| Tiro Federal de Rosario     | Argentina | 2008-2009 |    |       |
| Aurora                      | Bolivia   | 2009-2010 |    |       |
| Misano F. C.                | Italia    | 2010-2011 |    |       |
| Juventud Antoniana de Salta | Argentina | 2011-2013 | 48 | 1     |
| Temperley                   | Argentina | 2013-2014 | 41 | 2     |
| Quilmes                     | Argentina | 2014      | 4  | 0     |
| Unión de Mar del Plata      | Argentina | 2015      | 9  | 0     |
| Chacarita Juniors           | Argentina | 2016      | 10 | 0     |
| Deportivo Cuenca            | Ecuador   | 2017-2021 | 29 | 1     |
| Guayaquil City              | Ecuador   | 2021      | 3  | 0     |
| Cuniburo                    | Ecuador   | 2023-act. | 26 | 2     |